# Güines
Ne doit pas être confondu avec Quemado de Güines.
Güines est une ville et une municipalité de Cuba dans la province de Mayabeque. Elle compte 68951 habitants.

## Géographie

### Situation
Güines se trouve dans l'est de la partie occidentale de l'île de Cuba, dans le sud de la province de Mayabeque, à 52 km sud-est de La Havane et 20 km sud-est de sa capitale de province San José de las Lajas.

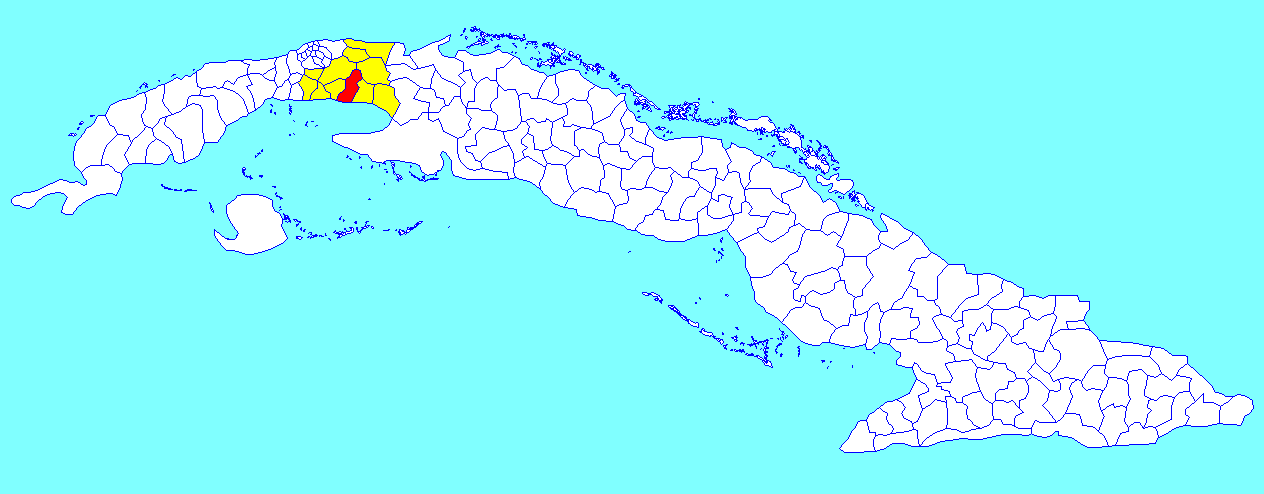
Municipalité de Güines dans la province de Mayabeque

### Divisions administratives
Güines a six consejos populares :
- Catalina de Güines
- El Cangre
- Río Seco
- Amistad con los pueblos
- Osvaldo Sánchez
- Loma de Candela

## Population
En 2022 la population de la municipalité est estimée à 65 037 habitants. Pour une surface de 434,9 km2, la densité est de 149,5 habitants/km².

## Personnalités nées à Güines
- Tata Güines (1930-2008), musicien et compositeur, né à Güines